# Renault Colorale

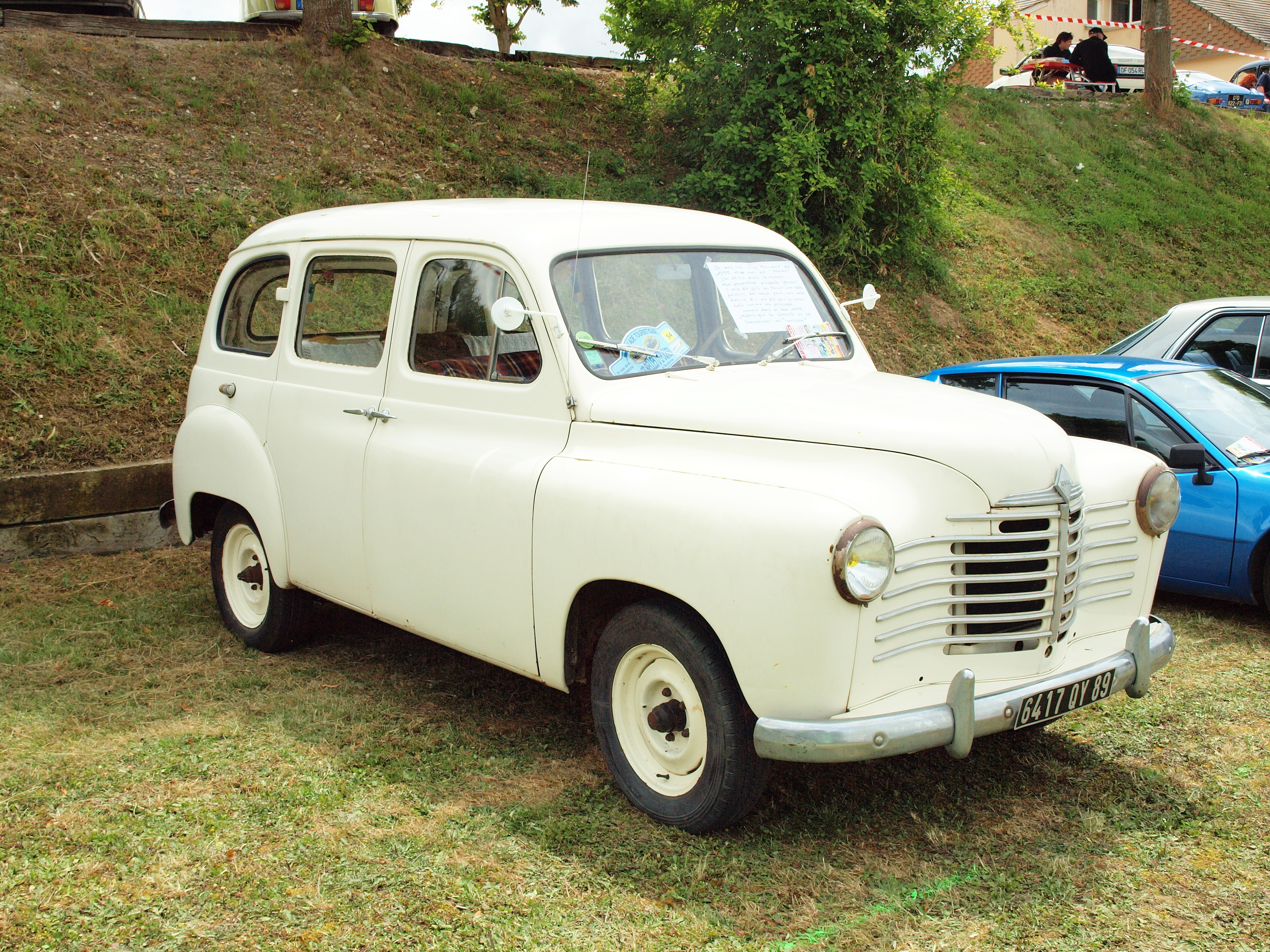
Renault Colorale.

Renault Colorale é um antigo carro de tamanho médio (embora pelos padrões europeus da época ele tenha sido visto como um grande carro familiar) da fabricante francesa Renault. Foi lançado no ano de 1950, tendo sido pensado no ano de 1943, pelo chefe de design, que o desenhou e mandou construir como prenda para a sua mulher. Apresentando o perfil de uma pequena perua/carrinha também outras versões diferentes foram oferecidas, incluindo uma van leve e um pequena caminhonete. As versões mais populares eram Prairie de cinco portas e Savane de três portas e o estilo do Colorale lembra os designs de sucesso da Renault dos anos 1960, porém este modelo não foi um sucesso comercial, sendo produzido até 1957.